# 佐里亞內 (扎波羅熱區)
47°58′40″N 34°55′14″E / 47.97778°N 34.92056°E
佐里亞內（烏克蘭語：Зоряне）是位於烏克蘭東南部的村莊，由扎波羅熱州扎波羅熱区的希羅凱市鎮負責管轄。該村托馬基夫卡河右岸，距離韋塞萊1公里，始建於1928年，面積3.3平方公里，海拔高度108米，2001年人口323。